# Tito Flávio Sabino (pai de Vespasiano)

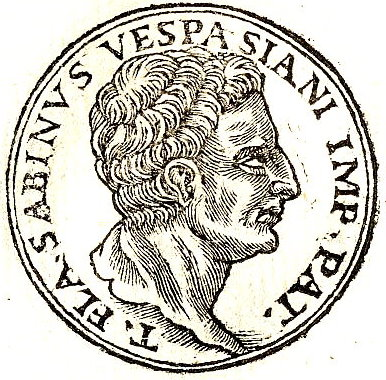
Moeda com rosto de Tito Flávio Sabino.

Tito Flávio Sabino foi um nobre romano, nascido do matrimônio entre Tito Flávio Petro, natural de Reate, e Tértula. Assim como seu pai, trabalhou como coletor de impostos em várias cidades da Ásia, onde, segundo Suetônio, foram erigidas estátuas na sua honra, com a inscrição "A um coletor de impostos honesto".
Posteriormente foi banqueiro na Helvécia, local no que faleceu. Com a sua esposa, Vespásia Pola, teve três  filhos: o cônsul Tito Flávio Sabino, o futuro imperador Vespasiano, e uma menina, morta durante a sua infância.[carece de fontes?]